# Lîpneahî, Holovanivsk
Lîpneahî (în ucraineană Липняги) este un sat în comuna Lîpovenke din raionul Holovanivsk, regiunea Kirovohrad, Ucraina.

## Demografie
Componența lingvistică a localității Lîpneahî
     Ucraineană (92,16%)
     Rusă (7,84%)
Conform recensământului din 2001, majoritatea populației localității Lîpneahî era vorbitoare de ucraineană (92,16%), existând în minoritate și vorbitori de rusă (7,84%).